# Fickur

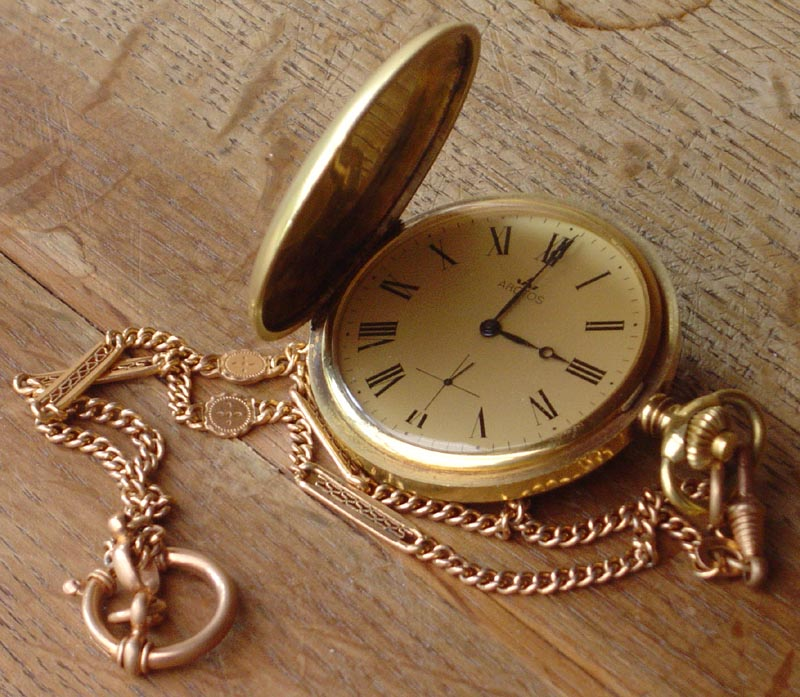
Ett klassiskt fickur i guld.

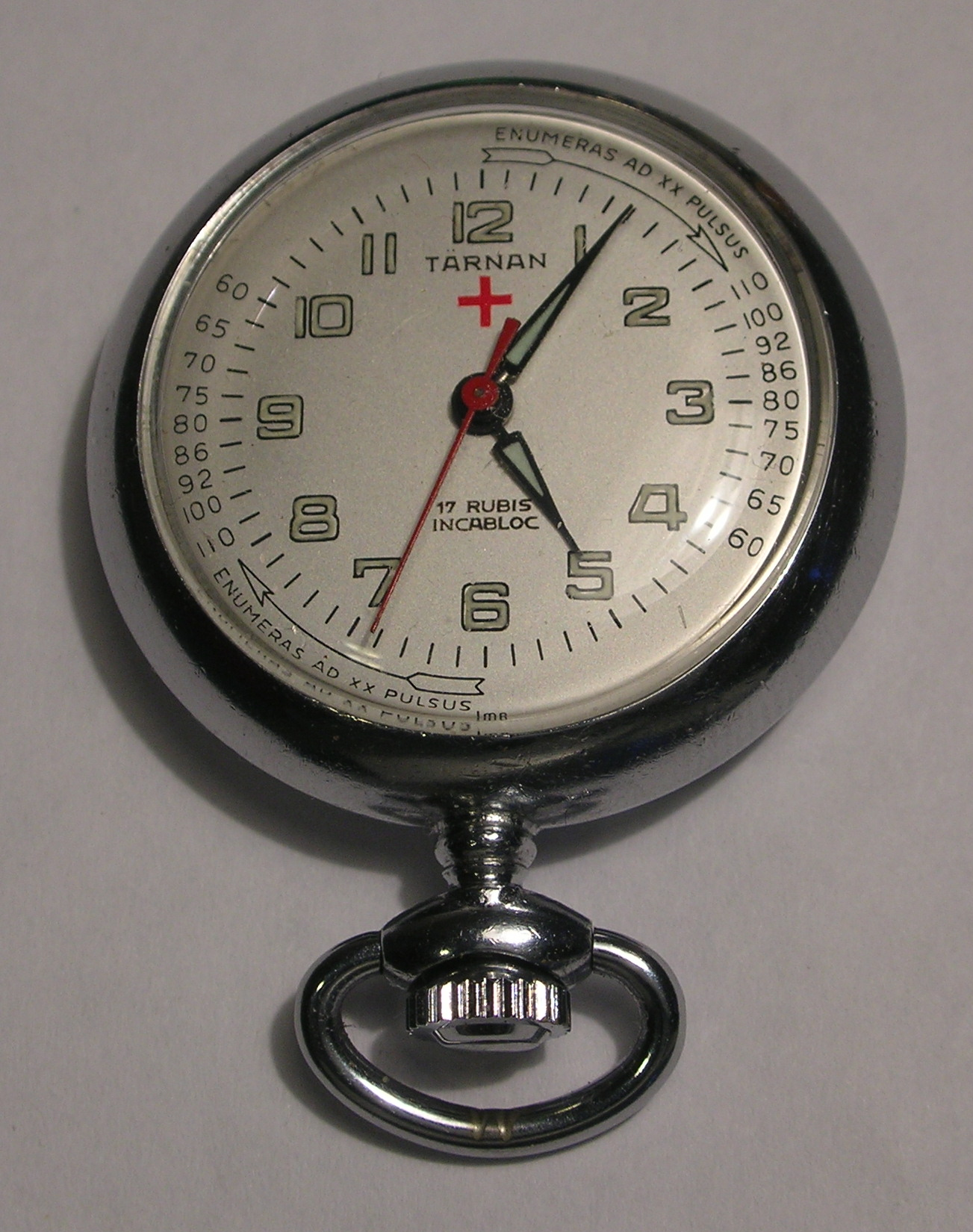
Ett sjukhusur, med instruktioner på latin för att mäta en patients puls.

Urkedja

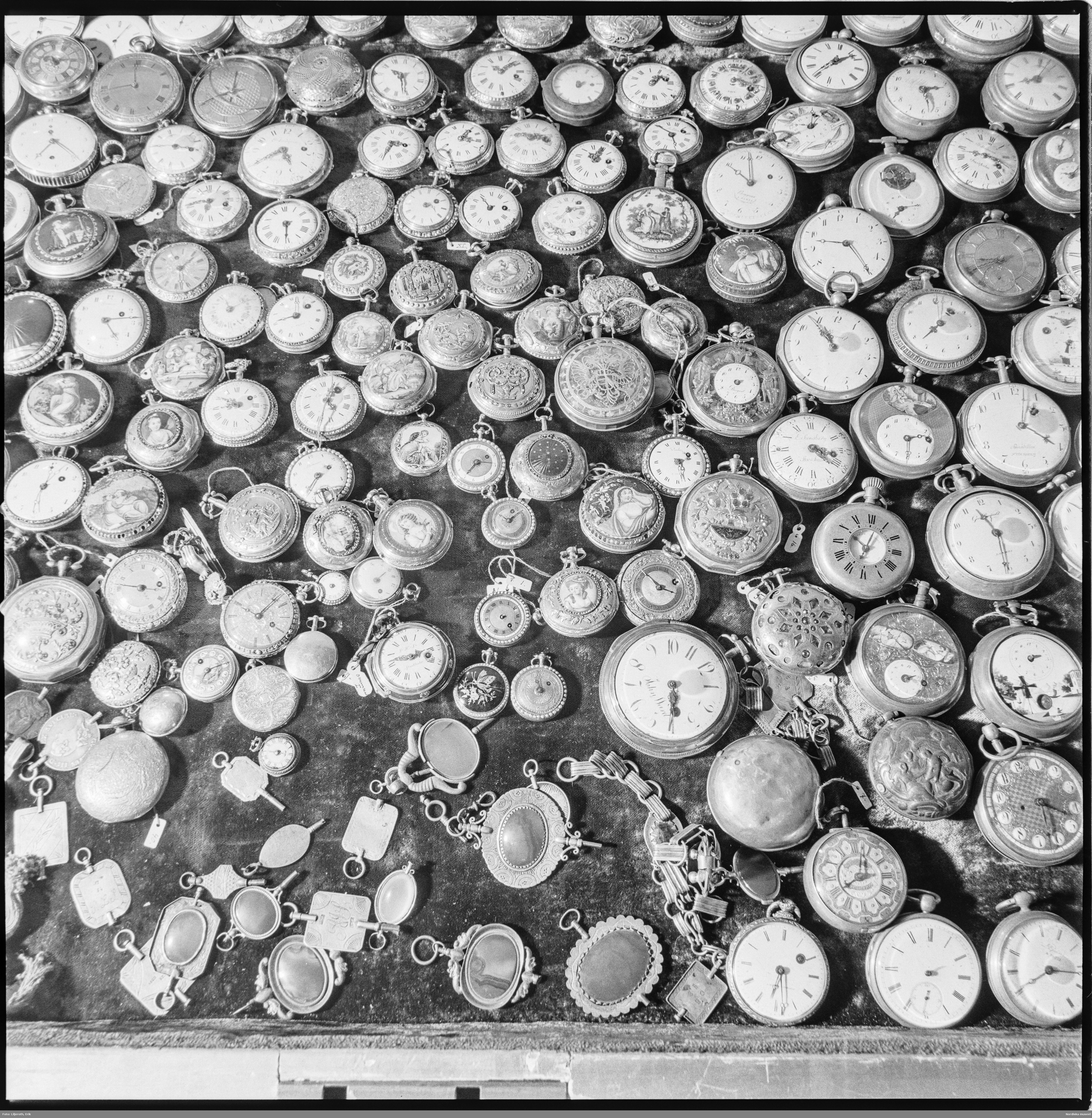
En samling fickur vid Ericsbergs slott, 1960-tal.

Fickur, fickrova, är ett ur som bärs i fickan. Under 1800-talet var fickuret en viktig manlig symbol för status och makt – den som bar fickur styrde över sin egen och andras tid. Vanligtvis bar man uret med en urkedja i en särskild urficka i västen eller byxan. Det finns även fickur i något mindre storlekar som förr kallades för damur, som ofta bars i kedja runt halsen. Vid mitten av 1900-talet trängdes fickuren undan av de mer praktiska armbandsuren, men förekommer fortfarande som högtidlig accessoar till bland annat frack, varvid urkedjan, helst av guld, är lika viktig som uret självt.

## Historik
Uppfinnandet av de fjäderdrivna uren medförde att klockorna kunde göras betydligt mindre. De fjäderdrivna urens tillkomsttid är okänd, men ett att de äldsta torde vara en avbildning på ett porträtt av en burgundisk hovman på 1430-talet. Ludvig XI:s hovurmakare fick 1480 beställning på ett ur att bära med sig. De tidiga fjäderdrivna uren hade liksom loduren spindelgång. Ett av problemen med fjäderdrift är att den uppdragna fjäderns kraft minskar efter hand som den slackas. För att kompensera detta överfördes kraften från den i ett fjäderhus placerade drivfjädern till en spiralformig snäcka. När fjädern är som starkast verkar den på snäckans minsta omkrets varefter omkretsen ökar vartefter fjädern slackas. Äldsta kända bevarade uret med fjäderhus och snäcka är ett bordsur från 1509. Ett bevarat dräktur tillverkat efter samma princip av Jacob Zech i Prag härstammar från 1525. Principen var dock känd tidigare, och kan spåras på en teckning av Leonardo da Vinci gjord mellan 1488 och 1497. En äldre skiss från 1477 av ett fjäderdrivet urverk med snäcka har senare upptäckts. I dräktur från Tyskland användes under 1500-talet ibland en bågformig bromsfjäder, så kallad stackfreed, i stället för snäcka. Snäckan kom dock snart att helt ersätta bromsfjädern.
Den äldsta beskrivningen på ett tydligt fick ur härrör från 1511. Johannes Coccleus beskriver i en bok tryckt i Nürnberg att den i samme stad verksamme urmakaren Peter Henlein (1459–1542) tillverkade ur som kunde bäras på bröstet eller i fickan. Liknande klockor i litet format verkar dock ha funnits vid samma tid i Frankrike.
Några ur av Henlein finns dock inte bevarade, de äldsta bevarade fickuren är tyska och från omkring 1540. Från Frankrike härstammar ett fickur från 1551. De äldsta fickuren var dos- eller trumformade, och liknade miniatyrer av bordsur. Uren var konstruerade för att bäras om halsen eller i bältet. Modet med halsur skall ha uppstått i Augsburg på 1550-talet och därifrån spritt sig till Nürnberg. Augsburgsuren är oftast runda, medan de från Nürnberg är ovala eller polygona.
Runt 1575 börjar formen ändras, och anta en linsformigt, mot centrum kupigt utseende, en form som sedan kom att leva kvar under de närmaste åren, de så kallade "nürnbergeräggen". Benämningen Nürnbergerägg är egentligen ett översättningsfel från ett franskt skådespel från 1500-talets senare del, gjort under början av 1700-talet, där "ett litet ur" förväxlats med "ett litet ägg". Främst var det Carl Spinders (1796–1855) novell Der nürnberger Sophokles i hans 1842 utgivna novellsamling Schildereien som fick benämningen att sätta sig.
Vid sidan av nürnbergeräggen fanns även runda dosformiga ur. Omkring 1600 började boetter av slipad bergkristall att komma ut på marknaden. De tidiga klockorna hade ofta ett metallock med hål för timsiffrorna, där man kunde se tiden utan att behöva öppna locket. Omkring 1630 blev hela urglas vanliga. Den moderna formen för fickur dök upp i Frankrike runt 1630. Polygona ur var dock vanliga vid sidan om dessa ända fram till slutet av 1600-talet. Ungefär samtidigt började emaljdekoren, som kom att bli mycket populär att dyka upp. Guldsmeden Jean Toutin i Chäteaudun har antagits vara dess upphovsman. Urtavlorna var däremot oftast i silver. Först omkring 1720 började emaljurtavlorna att komma i bruk.
De äldre klockorna är spindelur, och de dominerade bland fickuren fram till 1800-talets början. Släphaksgången och andra under 1600-talet gjorda tekniska landvinningar var inte lämpliga för fjäderdrivna urverk. 1695 uppfanns cylindergången av Thomas Tompion och förbättrades senare av George Graham. Det dröjde dock till början av 1800-talet innan gången blev vanlig. 1704 lyckades en schweizisk urmakare lära sig konsten att borra i ädelstenar, vilket blev en viktig teknisk landvinning för konstruktionen av fickurens lager, då de genom att tillverkas av rubin kunde göras näst intill outslitliga. Sedan kunskapen om rubinens användning börjat sippra ut blev det vanligt att det fuskades genom att man placerade rubiner i urverket för att antyda att klockorna hade en påkostad urverkskonstruktion, trots att stenarna inte hade någon praktisk funktion.
Den franske urmakaren Jean-Antoine Lepine (1720–1814) förbättrade 1775 urverken genom att ersätta snäckan med en tandad ring i förbindelse med fjäderhusaxelns drev. Samtidigt ersatte han den övre platinan (urverkets övre verksbotten) med bryggor och flyttade ned balanshjulet i höjd med den övriga mekanismen. Fickuren kunde därigenom göras tunnare.
Ankargången uppfanns 1750 av Thomas Mudge, och förbättrades i form av Kronometergången av Thomas Earnshaw 1781 och John Arnold (1782), det var dock först i slutet av 1800-talet den blev mer allmän. Krondragna ur dök upp vid mitten av 1800-talet. Ännu i början av 1900-talet såldes dock nyckeldragna ur som lågprisklockor.

## Typbeteckningar
Urverken kan vara konstruerade med olika mekaniska lösningar. Man kan indela dem i följande typer:
- Lepine-ur: Typiskt är att sekundvisaren sitter vid sidan om urtavlans centrum med tim- och minutvisarna och har en egen liten skala med sekundmarkeringar. Uppdragskronan med sin bygel för klockkedja sitter i linje med visarnas centrum. Vanligen sitter uppdragskronan mitt för 12 på urtavlan. Oftast saknas skyddsboett framför glaset.
- Savonett-ur: Dessa har liksom lepine-uren sekundvisare vid sidan om urtavlans centrum, men uppdragskronan ligger inte i linje med dessa. Detta innebär jämfört med lepinetypen en helt annan teknisk lösning vid placeringen av de olika kugghjulen inuti urverket. Vanligtvis ligger uppdragskronan mitt för 3 på urtavlan, men vid en ovanlig specialmodell för vänsterhänta personer sitter uppdragskronan intill siffran 9 på urtavlan. 
     Savonett-uren är ofta försedda med ett gångjärnsförsett lock för att skydda urtavlans glas. Med en liten knapp på urets kant kan man frigöra låsningen på locket, som öppnas på glänt av en inbyggd fjäder. På somliga modeller kan öppningsmekanismen aktiveras genom tryck på uppdragskronan. Ofta finns ett liknande lock (men utan öppningsknapp) på urets baksida så att man den vägen kan se urverkets inre, och komma åt anordningen för att rucka urets gång.
- Sjukhus-ur: Kallas ibland sjuksköterskeur, men är egentligen inte avsedda att bäras i fickan. Typiskt är att uppdragskronan med sin bygel sitter intill 6 på urtavlan. Uret på bilden här intill har centrumsekund, vilket är en ganska modern konstruktion, som kom fram i mitten av 1900-talet. Det har alltså varken lepine-verk eller savonett-verk. Jämfört med ett traditionellt lepine-ur skulle man kunna säga att urtavlan sitter "upp-och-ned". Anledningen är att uret, som är avsett att bäras hängande på bröstet i en kedja runt halsen, då får urtavlan i rätt läge, när man lyfter upp uret för avläsning.
     Att ersätta ett armbandsur med ur hängande runt halsen har också en hygienisk aspekt: Sjukvårdspersonal, som ofta måste tvätta händer och armar för att minska smittspridningsrisken, får i tjänsten varken bära armbandsur, prydnadsarmband eller fingerringar, eftersom dessa föremål kan vara en smittkälla.
- Mormorsur: Liknar lepine-uret fast är mindre. Ofta sitter uppdragskronan mitt för 6 på urtavlan, då uret i många fall är avsett att bäras kring halsen. Klockan har även ibland centrumsekund.
- Nyckelur: Många fickur ända in på 1900-talet saknade uppdragskrona. I stället spändes gångfjädern med hjälp av en urnyckel. Denna passade på en liten kvadratisk tapp, som man kom åt genom att med en nagel öppna boetten på urets baksida. Nyckeln passade även på en annan tapp, varmed visarna kunde ställas på rätt tid. Urnyckeln brukar hängas tillsammans med ur-kedjan för att lätt vara till hands, när den behövs.
    Urnycklar förekommer i flera storlekar definierade av ett nummer. Vid trägen användning slits nyckeln så att den slirar på tappen och måste ersättas. Eftersom nycklarna var så små var det också lätt att tappa bort dem. När det begav sig fanns urnycklar som reservdel hos varje urmakare. För urmakarbruk fanns även kombinationsnycklar där flera storleksnummer sammanbyggts i ett och samma universalverktyg. Nu för tiden är urnycklar som reservdel svåråtkomliga.

Senare fickurnycklar är ofta relativt enkla, men tidigare hängde urnycklarna synliga i urkedjan och hade vanligen en dekorativ platta i guld eller silver, ibland besatt med ädelstenar.
- Tabell över urnycklar från http://www.selva.de

| Nyckelnummer | 00   | 0    | 1    | 2    | 3    | 4    | 5    | 6    | 7    | 8    | 9    | 10   | 11   | 12   |
| Mått mm      | 2,00 | 1,90 | 1,80 | 1,75 | 1,65 | 1,60 | 1,50 | 1,40 | 1,30 | 1,20 | 1,15 | 1,05 | 1,00 | 0,95 |

## Etymologi
Savonette är franska, betyder liten tvål och förekommer också som beteckning på väldoftande bättre "engångstvålar". När det gäller fickur, så var Savonette ett varumärke för ur, som den schweiziska firman Les Qecreux Peseux införde på den tyska marknaden 1912. Anledningen till ordvalet är oklar, men kanske tyckte man att fickuret till formatet kunde liknas vid en liten (rund) tvål. Generellt kan annars ett varumärke vara ett ord vilket som helst, som dess innehavare tar som beteckning för någon marknadsförd vara.